# Кузнєцов Олександр Олександрович
Олександр Олександрович Кузнєцов (рос. Александр Александрович Кузнецов; нар. 22 липня 1992 року, Севастополь) — український та російський актор театру і кіно. Лауреат відкритого російського кінофестивалю «Кінотавр» (2019).

## Біографія
Народився і виріс в Севастополі. У 16 років відправився в Москву, вступати до театрального і пройшов всі тури в театральне училище імені М. С. Щепкіна. Але повернувся до Києва, де пробував вступити до театрального інституту ім. Карпенка-Карого, в результаті надійшов в естрадно-циркову академію (КМАЕЦІ ім. Л. І. Утьосова) на конферансьє і клоуна. На наступний рік все ж вступив до інституту ім. Карпенка-Карого, а у 2011 році переїхав до Москви, де вступив на режисерський факультет в Російський інститут театрального мистецтва, курс Євгенія Каменьковіча і Дмитра Кримова, який закінчив у 2015 році.
У 2018 році відбулося відразу кілька прем'єр за участю Олександра, в тому числі «Скіф» Рустама Мосафіра, «Літо» Кирила Серебреннікова, «Кислота» Олександра Горчіліна і «Папа, здохни» Кирила Соколова, а також серіалу «Утриманки» режисера Костянтина Богомолова, що вийшов на екрани 7 березня 2019 року.
У 2019 році Олександр був зайнятий відразу в декількох проєктах: почалися зйомки серіалу «Шаман» режисера Рустама Мосафіра, тривав знімальний процес екранізації роману Олексія Іванова «Серце Парми», де в Олександра роль князя Михайла, крім цього, весною 2019-го пройшли зйомки першого іноземного проєкту Mon Légionnaire режисера Рашель Ланг, в якому Олександр зіграв одну з головних ролей разом з Луї Гаррелем.
Паралельно з акторською кар'єрою є фронтменом музичного гурту Space Punk Industry.
В лютому 2022 року підписав відкритий лист КіноСоюзу проти російського вторгнення в Україну.
З вересня 2022 року живе в Англії. У 2025 році виконав головну роль у копродукційному європейському фільмі Сергія Лозниці «Два прокурори».

## Театральні роботи
Театр «Школа драматичного мистецтва»«О-й. Пізня любов»(реж. Дмитро Кримов) — Микола Андрійович Шаблов
Театральний центр на «Страсному»«Гравці» (реж. Олександр Кузнєцов) — Іхарєв
Московський Художній театр імені А. П. Чехова«Бунтарі» (реж. Олександр Молочников) — Сергій Геннадійович Нечаєв

## Фільмографія
- 2014: Біси — гімназист
- 2014: Лермонтов — князь Барятинський
- 2015: Синдром Петрушки — Петя в юності
- 2016: Червоні браслети — Женя
- 2017: Собачатина, короткометражний фільм — Братик
- 2018: Скіф — Куниця
- 2018: Літо — скептик
- 2018: Після Літа — Грає самого себе
- 2018: Спітак — Віктор
- 2018: Кислота — Петя
- 2018: Негода — Ян Сучілін
- 2018: Лучше, чем люди — Барс
- 2019: Папа, здохни — Матвій
- 2019: Братство — Ларёк
- 2019: Місце! — Костянтин
- 2019: Люби їх всіх — Діма
- 2019: Котёл — Савелій
- 2019: Утриманки — Кир (Кирило) Сомов
- 2019: Велика поезія — Віктор
- 2019: БіХеппі — Максим Сергієвський
- 2019: Гроза — Кудряш
- 2020: Шаман — Саша
- 2020: Серце Парми — Князь Михайло
- 2020: Mon Légionnaire — Влад
- 2022: Фантастичні звірі: Таємниці Дамблдора — Гельмут
- 2025: Два прокурори — Корнєв

## Нагороди
- 2017 — «Международный фестиваль ВГИК» — переможець у номінації «Кращий актор» першого етапу фестивалю за головну роль у фільмі «Собачатина» (роль Братика)[10][11].
- 2018 — «Сухумський міжнародний кінофестиваль» — переможець у номінації «Кращий актор» за головну роль у фільмі «Собачатина» (роль Братика)[12].
- 2018 — OK!Awards «Больше чем звезды» — переможець у номінації «Нові імена — Кіно»[13].
- 2018 — Міжнародний Фестиваль європейського кіно SUBTITLE. THE ANGELA AWARDS — премія за роль Петі у фільмі «Кислота»[14].
- 2019 — лауреат щорічної премії «Аванс» (найяскравішим молодим кінематографістам) журналу «Кінорепортёр» у рамках ММКФ[15].
- 2019 — лауреат щорічної премії Chopard Talent Award (спеціальна премія молодим акторам) у рамках ММКФ за роль у фільмі «Кислота»[16].
- 2019 — приз імені Олега Янковського за кращу чоловічу роль (у фільмі «Велика поезія», реж. Олександр Лунгін) на XXX Відкритому російському кінофестивалі «Кінотавр» в Сочі[17].
- 2019 — приз за краще виконання чоловічої ролі (у фільмі «Велика поезія», реж. Олександр Лунгін) на Сахалінському міжнародному кінофестивалі «Край світу. Схід»[18].
- 2019 — приз за краще виконання чоловічої ролі (у фільмі «Котел», реж. Єва Басс) на Відкритому російському фестивалі кіно і театру «Амурська осінь»[19].
- 2019 — OK!Awards «Больше чем звезды» — переможець у номінації «Головний герой — Кіно»[20].